# Nuoto ai campionati europei di nuoto 2020 - Staffetta 4x100 metri stile libero femminile
La staffetta 4x100 metri stile libero femminile dei campionati europei di nuoto 2020 si è svolta il 17 maggio 2021 presso la Duna Aréna di Budapest, in Ungheria.

## Podio
| Posizione | Oro                                                                         | Argento                                                                                         | Bronzo                                                                    |
| --------- | --------------------------------------------------------------------------- | ----------------------------------------------------------------------------------------------- | ------------------------------------------------------------------------- |
| Nazione   | Gran Bretagna                                                               | Paesi Bassi                                                                                     | Francia                                                                   |
| Atlete    | Lucy Hope Anna Hopkin Abbie Wood Freya Anderson Evelyn Davis* Emma Russell* | Ranomi Kromowidjojo Kira Toussaint Marrit Steenbergen Femke Heemskerk Kim Busch* Robin Neumann* | Marie Wattel Charlotte Bonnet Anouchka Martin Assia Touati Lison Nowaczyk |

## Record
Prima della manifestazione il record del mondo (RM), il record europeo (EU) e il record dei campionati (RC) erano i seguenti.
|  | 3'30"05 | Australia   | 5 aprile 2018 Gold Coast |
|  | 3'31"72 | Paesi Bassi | 26 luglio 2009 Roma      |
|  | 3'33"62 | Paesi Bassi | 18 marzo 2008 Eindhoven  |

Durante la competizione non sono stati migliorati record.

## Risultati

### Batterie
Le batterie si sono svolte alle ore 11:34 (UTC+1).
| Pos. | Batteria | Corsia | Nazione       | Atleti | Tempo   | Note |
| ---- | -------- | ------ | ------------- | --- | ------- | ---- |
| 1    | 1        | 1      | Paesi Bassi   | Kim Busch (54"59) Kira Toussaint (54"06) Marrit Steenbergen (53"95) Robin Neumann (55"60)                   | 3'38"20 | Q    |
| 2    | 2        | 3      | Danimarca     | Signe Bro (54"01) Jeanette Ottesen (54"86) Emily Gantriis (55"42) Julie Kepp Jensen (54"59)                 | 3'38"88 | Q    |
| 3    | 2        | 1      | Gran Bretagna | Lucy Hope (54"37) Evelyn Davis (55"09) Emma Russell (55"34) Freya Anderson (54"28)                          | 3'39"08 | Q    |
| 4    | 1        | 2      | Francia       | Charlotte Bonnet (53"93) Lison Nowaczyk (55"51) Assia Touati (54"74) Anouchka Martin (55"07)                | 3'39"25 | Q    |
| 5    | 1        | 3      | Slovenia      | Neža Klančar (54"49) Katja Fain (54"77) Janja Šegel (54"61) Tjaša Pintar (55"74)                            | 3'39"61 | Q    |
| 6    | 2        | 6      | Italia        | Chiara Tarantino (55"95) Silvia Di Pietro (54"92) Costanza Cocconcelli (55"30) Federica Pellegrini (53"74)  | 3'39"91 | Q    |
| 7    | 1        | 8      | Svezia        | Michelle Coleman (54"59) Alma Thormalm (56"35) Sophie Hansson (55"18) Louise Hansson (53"96)                | 3'40"08 | Q    |
| 8    | 1        | 4      | Ungheria      | Evelyn Verrasztó (55"81) Petra Senánszky (55"09) Panna Ugrai (55"46) Fanni Gyurinovics (54"26)              | 3'40"62 | Q    |
| 9    | 1        | 6      | Polonia       | Aleksandra Polańska (56"02) Kornelia Fiedkiewicz (55"14) Dominika Kossakowska (55"51) Alicja Tchórz (54"61) | 3'41"28 |      |
| 10   | 2        | 8      | Svizzera      | Maria Ugolkova (55"53) Nina Kost (54"83) Leoni Richter (55"76) Noémi Girardet (55"52)                       | 3'41"64 |      |
| 11   | 1        | 5      | Israele       | Andrea Murez (54"18) Anastasia Gorbenko (54"23) Daria Golovaty (56"34) Zohar Shikler (57"73)                | 3'42"48 |      |
| 12   | 2        | 2      | Irlanda       | Mona McSharry (55"95) Danielle Hill (55"78) Victoria Catterson (56"43) Erin Riordan (56"21)                 | 3'44"37 |      |
| 13   | 1        | 7      | Turchia       | Selen Özbilen (56"08) Viktoriya Zeynep Güneş (56"17) Nihan Çakıcı (56"01) Ekaterina Avramova (56"48)        | 3'44"74 |      |
| 14   | 2        | 7      | Lettonia      | Ieva Maļuka (56"12) Gabriela Ņikitina (56"85) Arina Baikova (56"85) Arina Sisojeva (1'00"17)                | 3'49"99 |      |
| 15   | 2        | 5      | Slovacchia    | Laura Benková (58"16) Teresa Ivanová (56"83) Nikoleta Trníková (59"25) Martina Cibulková (56"54)            | 3'50"78 |      |
| 16   | 2        | 4      | Kosovo        | Jona Macula (1'07"84) Era Budima (1'04"95) Jona Beqiri (1'04"36) Eda Zeqiri (1'05"95)                       | 4'23"10 |      |

### Finale
La finale si è svolta alle ore 19:01 (UTC+1).
| Pos.    | Corsia | Nazione       | Atleti | Tempo   | Note |
| ------- | ------ | ------------- | --- | ------- | ---- |
| Oro     | 3      | Gran Bretagna | Lucy Hope (53"89) Anna Hopkin (53"59) Abbie Wood (53"90) Freya Anderson (52"79)                               | 3'34"17 |      |
| Argento | 4      | Paesi Bassi   | Ranomi Kromowidjojo (53"56) Kira Toussaint (54"61) Marrit Steenbergen (54"13) Femke Heemskerk (51"99)         | 3'34"29 |      |
| Bronzo  | 6      | Francia       | Marie Wattel (53"97) Charlotte Bonnet (53"36) Anouchka Martin (54"25) Assia Touati (54"34)                    | 3'35"92 |      |
| 4       | 5      | Danimarca     | Signe Bro (53"73) Jeanette Ottesen (54"89) Julie Kepp Jensen (54"63) Pernille Blume (53"56)                   | 3'36"81 |      |
| 5       | 1      | Svezia        | Michelle Coleman (54"34) Sara Junevik (55"67) Sophie Hansson (54"78) Louise Hansson (53"93)                   | 3'38"72 |      |
| 6       | 7      | Italia        | Silvia Di Pietro (55"11) Margherita Panziera (54"88) Federica Pellegrini (53"94) Costanza Cocconcelli (55"15) | 3'39"08 |      |
| 7       | 2      | Slovenia      | Neža Klančar (54"82) Katja Fain (54"81) Janja Šegel (54"68) Tjaša Pintar (55"65)                              | 3'39"96 |      |
| 8       | 8      | Ungheria      | Fanni Gyurinovics (55"19) Panna Ugrai (55"05) Petra Senánszky (55"54) Evelyn Verrasztó (56"53)                | 3'42"31 |      |